# 등고선

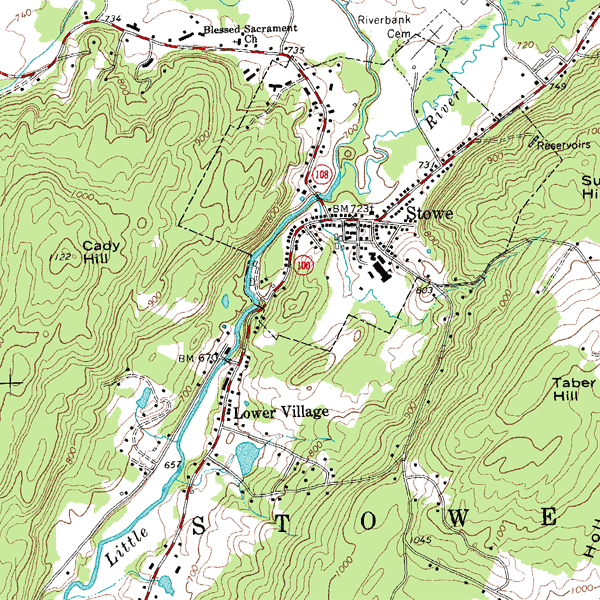
등고선을 이용한 지형도

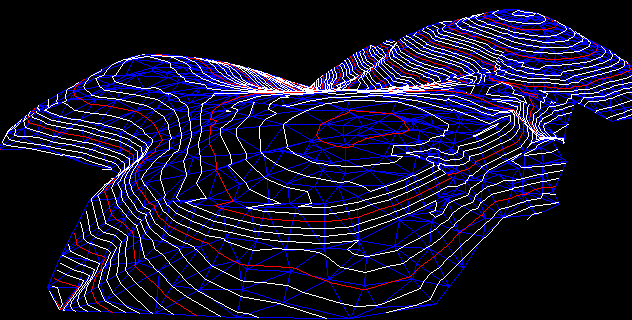
등고선을 표시한 삼차원 디지털 지도

등고선(等高線,Contour line)은 바다의 평균 수면을 기준으로 하여 같은 높이의 지점을 이은 선이다. 지도에서는 이 등고선으로 지형의 높낮이를 나타낸다.
따라서  등고선(等高線,Contour line)은 공간정보를 다루는 지도에서 해발 고도가 같은 지점을 연결한 곡선이며 이러한 평면도에 땅의 높고 낮음을 표시하는 가장 좋은 방법이다.

## 개요
지형도에서도 등고선의 사이가 좁은 곳은 급경사이고, 등고선의 사이가 넓은 곳은 경사가 완만한 지형이 된다. 산꼭대기에는 ▲표시를 하여 높이를 표시하고, 등고선에 따라 숫자를 기입하여 그 높이를 나타낸다. 또 고개에도 높이를 기록하고, 호수나 늪의 수면에도 해면으로부터 평균 높이를 써 넣는다. 폐합되는 등고선 내부에는 산꼭대기나 분지가 있다.
일정 높이마다 그려져 있는 가는 실선을 ‘주곡선’이라고 한다. 5번째 등고선은 특히 굵은 실선으로 그려져 있는데, 이는 등고선을 쉽게 셀 수 있도록 한 것으로 ‘계곡선’이라고 한다. 경사가 완만한 부분에서는 주곡선과 주곡선 사이에 파선을 그려 일정 간격 이하의 토지의 높낮이를 나타내는 일이 있는데, 이를 ‘간곡선’ 또는 ‘제1차 보조 곡선’이라고 한다. 또 주곡선과 제1차 보조 곡선 사이에 점선으로 토지의 높낮이를 나타내는 경우도 있는데, 이를 ‘조곡선’ 또는 ‘제2차 보조 곡선’이라고 한다.

## 수준 원점
땅의 높이를 재는 기준을 '수준 원점'이라고 하는데, 대한민국에서는 인천만의 평균 해수면을 수준 원점으로 쓰고 있다.

## 등수심선
등수심선(等水深線)은 등고선 중에서 해저(海底)의 같은 깊이의 지점을 이은 선이다. 지도에서는 이 등수심선으로 해저 지형의 높낮이를 나타낸다.

## 같이 보기
- 등치선
- 지형도
- 표고점

## 참고 문헌
- 이 문서에는 다음커뮤니케이션(현 카카오)에서 GFDL 또는 CC-SA 라이선스로 배포한 글로벌 세계대백과사전의 내용을 기초로 작성된 글이 포함되어 있습니다.
- 이재기; 최석근; 박경식; 정성혁 (2013). 《측량학2》. 형설출판사. ISBN 978-89-472-7337-4.